# Georg Stieler (Politiker)
Georg Stieler (* 22. Oktober 1886 in Setzelbach; † 15. Mai 1955 in Fulda) war ein deutscher Politiker (Zentrum, später CDU).

## Leben
Nach dem Schulbesuch absolvierte Stieler eine Ausbildung zum Maurer und belegte daneben einen staatswissenschaftlichen Kurs beim Volksverein für das katholische Deutschland in München-Gladbach. Ab 1910 war er als dessen Sekretär sowie Sekretär bei den katholischen Arbeitervereinen. Daneben war Stieler Sekretär der katholischen Arbeitervereine und Vorstandsmitglied des Diözesanverbandes der katholischen Arbeitervereine der Diözese Münster. Von 1914 bis 1916 nahm er am Ersten Weltkrieg teil. Seit dem 22. November 1918 war Stieler Mitglied im Demobilmachungsausschuss des Kreises Recklinghausen und von 1918 bis 1919 bekleidete er den Vorsitz im Arbeiter- und Soldatenrat in Gladbeck. Er war von 1921 bis 1923 Polizeipräsident in Gelsenkirchen, bevor er von den französischen Besatzungsbehörden ausgewiesen wurde. Von 1925 bis 1928 wurde er abermals Polizeipräsident in Gelsenkirchen, von 1928 bis 1933 dann Polizeipräsident in Aachen.
Während der Zeit der Weimarer Republik schloss Stieler sich dem Zentrum an und wurde in den preußischen Landesvorstand der Partei gewählt. Er gehörte von 1919 bis 1932 dem Preußischen Landtag an. Stieler amtierte von 1928 bis 1933 als Regierungspräsident von Aachen. Nach der Machtübernahme der Nationalsozialisten wurde er aus dem Staatsdienst entlassen. Von 1934 bis 1945 war er in der Industrie beschäftigt. Nach dem Zweiten Weltkrieg trat er der CDU bei. Von 1946 bis 1950 war er Mitglied der verfassungsberatenden Landesversammlung des Landes Hessen bzw. des hessischen Landtages und dort vom 11. Oktober 1949 bis zum 1. Dezember 1950 Vorsitzender der CDU-Fraktion. Von 1945 bis 1953 amtierte er als Landrat des Kreises Fulda.

## Ehrungen
- 1914: Eisernes Kreuz[1]
- 1952: Großes Verdienstkreuz der Bundesrepublik Deutschland
- Benennung des Georg-Stieler-Hauses in Fulda
- Georg-Stieler-Straßen in Fulda-Kohlhaus und Künzell

## Georg-Stieler-Medaille
Zur Erinnerung an Georg Stieler wurde die einzige und damit höchste Auszeichnung, welche vom Landkreis Fulda verliehen wird, nach ihm benannt. Gestiftet wurde die Auszeichnung 1972. Verliehen wird sie an Kommunalpolitiker, welche insgesamt mindestens zwanzig Jahre lang im Kreistag oder Kreisausschuss tätig waren.
Bei der Verleihung der Medaille 2016 sprach der Vorsitzende des Kreistags von Stieler als einem Menschen, der vor seiner Dienstentfernung durch die Nationalsozialisten „zur Stimme der christlichen Arbeiterschaft geworden (sei). Sein politisch einwandfreier Leumund habe ihn zum Mitglied der verfassungsgebenden Versammlung für Hessen und zum ersten Landrat von Fulda nach 1945 qualifiziert.“

### Träger der Georg-Stieler-Medaille (nicht vollständig)

#### 1992
Karl Quanz (Eiterfeld), Waldemar Leubecher (Tann)

#### 2004
Gertrud Baumgarten (Fulda), Thea Grunewald (Kalbach)

#### 2006
Karl Seng (Hünfeld), Hubert Heil (Künzell), Bodo Rademann (Gersfeld), Rosemarie Müller (Fulda)

#### 2016
Rita Baier (Rasdorf), Ulla Döppner (Fulda), Alja Epp-Naliwaiko (Fulda), Beate Fischer (Fulda), Friederike Lang (Hünfeld), Gertraud Müller (Gersfeld), Hermann Dücker (Nüsttal), Thomas Grünkorn (Künzell), Winfried Happ (Flieden), Norbert Herr (Fulda), Alfred Metz (Hofbieber), Winfried Möller (Flieden), Hermann Müller (Poppenhausen), Franz Rupprecht (Eichenzell), Helmut Schmidt (Burghaun), Helmut Schönberger (Eichenzell), Günter Strelitz (Eichenzell), Christoph Weber (Petersberg), Dag Wehner (Kalbach).

#### Datum unbekannt
Rudi Hilfenhaus (Eichenzell)